# Шахматная новелла
«Ша́хматная нове́лла» (нем. Schachnovelle) — последнее и одновременно наиболее известное произведение австрийского писателя Стефана Цвейга. Написано между 
1938 и 1941 годами в Бразилии. Первое издание выпущено 7 декабря 1942 года в Буэнос-Айресе ограниченным тиражом в 300 экземпляров.
Первое европейское издание, сделавшее Schachnovelle доступным для европейского читателя, вышло в декабре 1943 года в стокгольмском эмигрантском издательстве Готфрида Берманна Фишера (нем. Gottfried Bermann Fischer). В 1944 году в Нью-Йорке вышло первое англоязычное издание. В Германии книга со времени появления её карманного издания в 1974 году надолго стала бестселлером. Было продано более 1,2 миллиона экземпляров.
По мнению Михаила Ботвинника, образ шахматиста Мирко Чентовича явился предсказанием появления такого игрока, как Роберт Фишер, хотя сам Ботвинник указывает на существенное различие: «Мирко Чентович играл в шахматы довольно скучно, а Фишер — весьма интересно».

## Сюжет
На палубе большого парохода, отплывающего из Нью-Йорка в Буэнос-Айрес, стоит герой, от лица которого ведётся повествование. Его приятель, увидев вспышки фотоаппарата, сообщает, что на этом же корабле плывёт чемпион мира по шахматам Мирко Чентович, разгромивший лучших шахматистов Америки, и, по случаю, рассказывает о нём несколько историй.
Отец будущего чемпиона был лодочником, и его лодка утонула вместе с хозяином, когда мальчику было 12 лет. Приютивший сироту пастор часто играл в шахматы с вахмистром. Однажды, когда пастор был занят, вахмистр в шутку предложил Мирко, неизменно наблюдавшему за игрой, сыграть с ним. К удивлению взрослого партнёра, глуповатый мальчик, в 14 лет едва знающий азбуку и считающий на пальцах, легко обыгрывает и его, и священника. После ряда побед над местными завсегдатаями шахматного клуба подростка отдают в ученики знатоку шахмат из Вены. В 18 лет сын лодочника становится чемпионом Венгрии, в 20 лет — чемпионом мира.
Несмотря на явный шахматный талант, Мирко не может играть по памяти, вслепую. Его повадки, необразованность и откровенная тупость, жадность отталкивают от него людей. При этом осознание того, что он лучше всех этих образованных и культурных персон, делает Чентовича заносчивым и надменным.
Герой хочет познакомиться с чемпионом, но тот предпочитает одиночество. Для него расставляется «ловушка»: герой играет по вечерам в шахматы с женой, рассчитывая разогреть «профессиональный интерес» Чентовича. Вскоре вместо жены соперником героя становится шотландец, горный инженер Макконнор, разбогатевший на нефтяных приисках Калифорнии. Чентович видит одну из партий, но она не вызывает у него интереса. Самолюбивый шотландец, узнавший, что на одном с ним корабле плывёт чемпион мира по шахматам, непременно хочет сыграть с ним. Мирко готов играть только за баснословные 250$ за партию. Богатый и азартный нефтяник соглашается.
На следующий день состоялся матч. Первая партия была проиграна любителями (игравшими сообща) на 24-м ходу. На 17-м ходу второй партии складывается выгодная для любителей позиция; подвинув пешку на c1, можно поставить вместо неё ферзя. Посоветовавшись, они не находят подвоха, но когда уже собираются сделать этот ход, один из зрителей говорит: «Ради бога, не надо». Он объясняет, что это ловушка и через несколько ходов они проиграют — так играл Алехин против Боголюбова в 1922 году. После нескольких ходов, продиктованных неожиданным советчиком, Чентович предлагает ничью — как и было предсказано незнакомцем. Макконнор предлагает сыграть третью партию — незнакомец против чемпиона, но разволновавшийся зритель говорит, что не играл уже 25 лет, и поспешно уходит. Зрители в растерянности — уровень игры незнакомца явно крайне высок.
Макконнор предлагает продолжить матч и готов финансировать его; проблема в том, как уговорить незнакомца. Герой находит его на палубе; тот представляется доктором Б. и рассказывает историю своей жизни.
Доктор Б. был юристом, как и его отец. Семейная контора, не привлекая к себе внимание, обслуживала некоторых членов императорской семьи и богатые монастыри. С приходом к власти Гитлера по всей империи появляются шпионские ячейки; один из шпионов устроился на работу в их фирму. В день отречения федерального канцлера Австрии Шушнига [февраль 1938 года] Б. уничтожает наиболее важные документы, а часть из них передаёт на сохранение. Гестапо арестовало его в тот же день; рассчитывая получить от Б. информацию или ценности, нацисты не отправляют его в концлагерь, а применяют «пытку изоляцией» — запирают его в отдельном номере отеля. После двух недель полной изоляции начинаются допросы. Б. понемногу начинает сходить с ума. Через четыре месяца, перед допросом, он сумел выкрасть из шинели в комнате перед кабинетом следователя книгу — сборник 150 лучших шахматных партий великих мастеров. Пленник сильно разочарован и разозлён, но от безысходности начинает разыгрывать партии на самодельной доске из клетчатой простыни, используя вылепленные из хлебного мякиша фигуры. В дальнейшем он разыгрывает партии по памяти. Через две недели он выучил все партии из сборника. Ещё через три месяца он разыграл их по 20—30 раз, после чего стал играть сам с собой, что требовало больших усилий: он должен был как по команде «забывать» планы то за черных, то за белых. Удовольствие скоро превратилось в страсть, манию; иногда, просыпаясь, Б. чувствовал, что игра продолжалась бессознательно во сне.
Вскоре он попадает в больницу с сильным нервным истощением — во время игры он заждался хода от самого себя, стал кричать и напал на надзирателя, пришедшего на шум, разбил окно и сильно порезал руку. Вскоре, то ли по ходатайству доброго доктора, заявившего, что пленник не отвечает за поступки, то ли из-за утраты интереса к нему со стороны гестапо (Гитлер захватил Австрию), пленника освобождают и даже заставляют покинуть страну.
Б. соглашается сыграть лишь одну партию, только чтобы выяснить, действительно ли он мысленно сыграл все эти партии или это были галлюцинации и бред, «шахматная лихорадка». На следующий день была разыграна сама партия. После дебюта, разыгранного достаточно быстро, Чентович с каждым ходом стал задумываться всё больше и больше, хотя Б. делал свои ходы достаточно быстро; с возрастанием пауз между ходами возрастала и нервозность доктора. После 42-го хода, сделав сильный ход, Б. вскочил и стал нервно расхаживать по палубе, проходя одинаковое расстояние в одну сторону и обратно; рассказчик с тревогой понимает, что мысленно Б. расхаживает по своей комнате-камере. После десятка минут раздумий Чентович медленно смахнул фигуры с доски — он сдался, и предложил сыграть ещё одну партию, на что Б. моментально лихорадочно соглашается. Чентович, понявший, что его медлительность сильно раздражает соперника, несколько минут «раздумывает» над первым ходом. Через некоторое время Б., казалось, утратил интерес к игре: утомившись ожидать хода соперника, он разыгрывал в уме другие партии. Внезапно после своего хода Б. объявляет шах; при этом шаха нет, король соперника прикрыт пешкой. Б. начинает оправдываться, что фигуры стоят не на своих местах — он перепутал партию с одной из тех, что мысленно разыграл во время паузы. Рассказчик напоминает Б. о шраме на руке, об обещании сыграть только одну партию; тот успокаивается, сдаётся, извиняется перед чемпионом и зрителями, и удаляется в свою каюту.
Чентович великодушно говорит, что «для любителя этот человек играет на редкость талантливо».

## Экранизации
Экранизация новеллы Цвейга — одноимённая кинокартина немецкого производства — была снята режиссёром Г. Освальдом в 1960 году. В роли Вернера фон Базиля (доктора Б.) — К. Юргенс, в роли Чентовича — М. Адорф. Также существует советская телеэкранизация, которая была осуществлена в СССР в 1974 году. В телеверсии, показанной по Центральному телевидению СССР, были заняты ленинградские актёры. Режиссёр Ю. Маляцкий; роль Чентовича сыграл Н. Лавров.
В 2021 г. немецким режиссёром Филиппом Штёльцлем (известным, в частности, по таким картинам, как «Лекарь: Ученик Авиценны», «Экспат», «Северная стена») был снят одноимённый австро-немецкий фильм, в российском прокате локализованный как «Королевская игра». Фильм позиционируется как снятый «по мотивам новеллы Стефана Цвейга», сфокусирован на персоне нотариуса Йозефа Бартока и развивается в двух временны́х плоскостях — в гестаповском заточении и на корабле, плывущем в Америку.